# Протовчанські озера
Протовчанські озера — заплавні озера, розташовані на території Амур-Нижньодніпровського району міста Дніпро, Обухівської селищної ради, Горянівської сільської ради Дніпровського району. Є залишком заплави колишньої річки Протовча, по руслу якої у 1960-ті рр. було прокладене нове русло річки Оріль.
Найбільшими озерами даної групи є: Бердове, Вошівка, Сухе, Капустине, Куплевате, Чередницьке, з якого витікає річка Шпакова, Шпакове розташоване в руслі річки Шпакової, Карпенкове, до якого впадає  річка Кам'янка і витікає струмок Карпенківський притока Шпакової, Касьянка, Куряче, Одинківка, з якого витікає річка Гнилокіш, Лісове, Озерище, Попасне, Сага, Ярижка та Ломівське плесо (до 2022 року Московське), з'єднане з річкою Дніпро штучним каналом. Біля вулиць Клубної, Широкої та козацької Свято — Покровської церкви Кам'янки Лівобережної розташоване озеро Церковне. В центрі Березанівки розташоване озеро Магнезит із поймою - так званими Рукавами.
Озера Куплевате та Куряче є залишками русла історичної річки Журавка, що впадала в озеро Чередницьке.
По берегах озер у XVIII—XIX ст. були засновані поселення Горянівське, Сугаківка, Обухівка, Кам'янка, Ломівка, Березанівка.
У 2006 р. до озера Касьянка невідомими було випущено популяцію хижого виду південноамериканської піраньї.
Стан озер стрімко погіршується з кожним роком: вони мілішають і заростають очеретом.
Протовчанські озера є одним з наймальовничіших куточків Дніпропетровської області.